# Anhor-Schu
Anhor-Schu ist eine altägyptische Gottheit, die seit dem Neuen Reich belegt ist. 